# BFI Flare: Festival de Cine LGBTIQ+ de Londres
El BFI Flare: Festival de Cine LGBTIQ+ de Londres (BFI Flare: London LGBTIQ+ Film Festival en inglés) anteriormente conocido como Festival de Cine Lésbico y Gay de Londres (London Lesbian and Gay Film Festival en inglés) es el festival de cine LGBTIQ+ más grande de Europa.Tiene lugar cada primavera en Londres, Inglaterra. Organizado y dirigido por el British Film Institute todas las proyecciones de BFI Flare tienen lugar en el BFI Southbank.
Tiene su origen en 1986 siendo al principio una temporada de películas gays y lesbianas proyectadas en el National Film Theatre durante dos años bajo el título «Gay's Own Pictures», comisariada por Peter Packer del Tyneside Cinema. En 1988 cambió de nombre y pasó a llamarse Festival de Cine Lésbico y Gay de Londres. Después de haber sido un festival de dos semanas durante muchos años el festival se acortó a una semana en 2011 y luego se aumentó a 10 días en 2012. El cambio de nombre del evento a BFI Flare se produjo en 2014.
En su 30° aniversario  las visitas a las proyecciones de BFI Flare aumentaron un 9% y los resultados de taquilla superaron el récord del año anterior. La audiencia en todos los eventos y proyecciones durante los once días que duró el festival ascendió a 25.623 personas en 2016.Hay programación adicional bajo la etiqueta BFI Flare disponible durante todo el año.
La 38ª edición de BFI Flare tuvo lugar en el BFI Southbank de Londres del 13 al 24 de marzo de 2024. Contó con 33 estrenos mundiales en su programación divididos en tres ejes temáticos denominados Corazones, Cuerpos y Mentes.
La 39ª edición de BFI Flare tuvo lugar en el BFI Southbank en Londres del 19 al 30 de marzo de 2025. Empezó con El banquete de bodas, una reinvención moderna de la película de Ang Lee de 1993. Dirigida por Andrew Ahn y coescrita junto a James Schamus, esta versión trae la historia al mundo actual y sigue a una pareja queer, sus relaciones, expectativas familiares y tradiciones culturales. La película combina humor con momentos emotivos, razón por la que se consideró una elección adecuada para abrir el festival.El principal medio queer de comunicación de Alemania escribió: «Si bien la nueva versión de El banquete de bodas fue bastante decepcionante, los dos cortometrajes Here y Next Door, entre otros, fueron impresionantes».